# Крик-Пшак
Крик-Пшак (рос. Крык-Пшак) — селище у складі Новотроїцького міського округу Оренбурзької області, Росія.
Стара назва — Крипшак.

## Населення
Населення — 268 осіб (2010; 280 у 2002).
Національний склад (станом на 2002 рік):
- казахи — 60 %
- росіяни — 27 %